# Arquidiocese de Uberaba

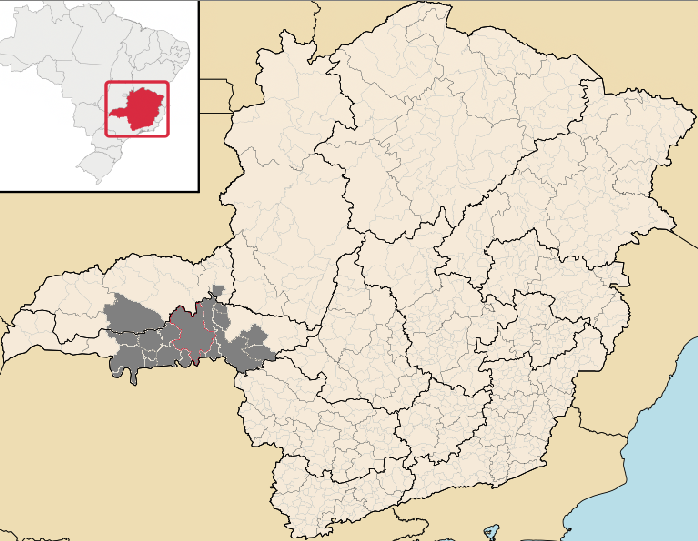
Mapa da arquidiocese.

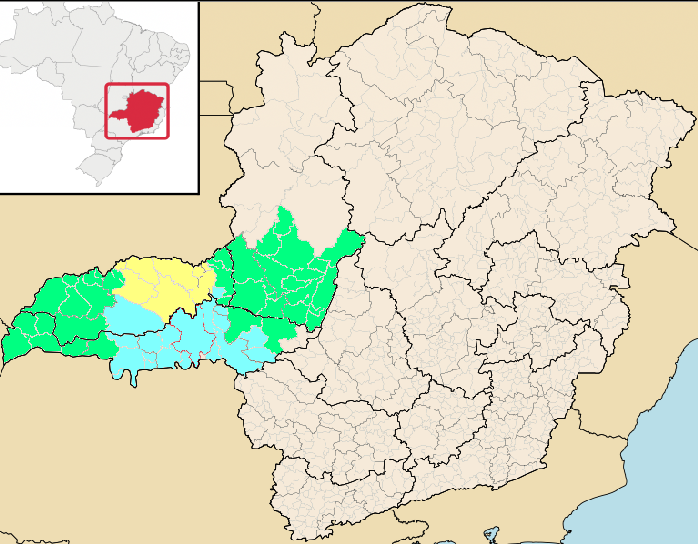
Província Eclesiástica de Uberaba.

Regional CNBB Leste 2.

A Arquidiocese de Uberaba (Archidiœcesis Uberabensis) é uma circunscrição eclesiástica da Igreja Católica no estado de Minas Gerais. A sé arquiepiscopal está na Catedral Metropolitana de Uberaba, localizada na cidade de Uberaba. Sua padroeira é Nossa Senhora da Abadia.

## Bispos e arcebispos
Administração local:
|                     | Nome                               | Período    | Notas                     |
| Arcebispos          | Arcebispos                         | Arcebispos | Arcebispos                |
| ------------------- | ---------------------------------- | ---------- | ------------------------- |
| 4º                  | Paulo Mendes Peixoto               | 2012-      |                           |
| 3º                  | Aloísio Roque Oppermann, S.C.J.    | 1996-2012  | Aposentou-se              |
| 2º                  | Benedito Ulhoa Vieira              | 1978-1996  | Aposentou-se              |
| 1º                  | Alexandre Gonçalves do Amaral      | 1962-1978  | Renunciou                 |
| Arcebsipo-coadjutor |                                    |            |                           |
|                     | José Pedro de Araújo Costa         | 1968-1978  |                           |
| Bispos              |                                    |            |                           |
| 5º                  | Alexandre Gonçalves do Amaral      | 1939-1962  |                           |
| 4º                  | Luiz Maria Santana, O.F.M.Cap.     | 1929-1938  | Nomeado Bispo de Botucatu |
| 3º                  | Antônio de Almeida Lustosa, S.D.B. | 1924-1928  | Nomeado Bispo de Corumbá  |
| 2º                  | José Tupinambá da Frota            | 1923-1924  | Nomeado Bispo de Sobral   |
| 1º                  | Eduardo Duarte e Silva             | 1907-1923  |                           |